# Cittiglio
Cittiglio är en kommun i provinsen Varese i regionen Lombardiet i Italien. Kommunen hade 3 878 invånare (2018) och gränsar kommunerna Brenta, Caravate, Castelveccana, Gemonio och Laveno-Mombello. Orten är framförallt känd för den årliga cykeltävlingen Trofeo Alfredo Binda-Comune di Cittiglio.